# Anastasija Kuročkina
Anastasija Sergeevna Kuročkina (in russo Анастасия Сергеевна Курочкина?, Anastassija Sergejewna Kurotschkina) (26 ottobre 2000) è una snowboarder russa, specializzata in slalom gigante parallelo e slalom parallelo.

## Biografia
Attiva a livello internazionale dall'ottobre 2015, Anastasia Kurochkina ha debuttato in Coppa del Mondo il 13 dicembre 2018, giungendo 14ª nello slalom gigante parallelo di Carezza al Lago. Il 26 gennaio 2019 ha ottenuto, in slalom parallelo, a Mosca, il suo primo podio nel massimo circuito, classificandosi al 3º posto nella gara vinta dalla svizzera Julie Zogg.
In carriera non ha mai debuttato ai Giochi olimpici invernali e ha preso parte a un'edizione dei Campionati mondiali di snowboard.

## Palmarès

### Mondiali juniores
- 4 medaglie:
  - 2 ori (slalom gigante parallelo, parallelo a squadre a Rogla 2019)
  - 1 argenti (slalom parallelo a Cardrona 2018)
  - 1 bronzo (slalom parallelo a Rogla 2019)

### Coppa del Mondo
- Miglior piazzamento in Coppa del Mondo di parallelo: 17ª nel 2019
- Miglior piazzamento nella Coppa del Mondo di slalom gigante parallelo: 16ª nel 2019
- Miglior piazzamento nella Coppa del Mondo di slalom parallelo: 11ª nel 2019
- 2 podi:
  - 2 terzi posti